# 크리스티나 샤네
크리스티나 샤네(Christina Chanée, 1979년 1월 6일 ~ )는 덴마크의 태국계 가수이다. 2010년 단스크 멜로디 그랑프리(Dansk Melodi Grand Prix)에서 우승을 차지했으며 유로비전 송 콘테스트 2010에서 토마스 네버그린과 함께 덴마크 대표로 참가했다.